# Antoni Gelonch Viladegut
Antoni Gelonch Viladegut   (Lleida, 1956) és un advocat, escriptor, mecenes i divulgador artístic. Ha construït i donat al Museu de Lleida una de les col·leccions artístiques més importants d'Europa.

## Biografia
Va estudiar Dret i Farmàcia a la UB, una formació que ha complementat amb Administració d'Empreses a l'IESE, cursos a Grenoble i Harvard. La seva primera feina va ser com a farmacèutic a l'Hospital de Sant Pau, abans de passar deu anys a l'administració pública, on va ser cap de gabinet del conseller d'Ensenyament i va ser director d'un programa al departament de Sanitat. Després es dedicà 17 anys a les multinacionals farmacèutiques, fins que va decidir centrar-se en la seva tasca com a divulgador artístic i escriptor.
Ha construït la Col·lecció Gelonch Viladegut de gravats i llibres d’art amb peces de gran qualitat i significació, considerada com una de les més rellevants d’Europa, que el 2020 va dipositar al Museu de Lleida. La col·lecció reuneix més de mil gravats i llibres d'art amb part de l'obra d'autors com Durer, Rembrandt, Goya, Picasso, Dalí, Miró, Lichtenstein o Chillida.
Gelonch és membre d’honor de la Reial Acadèmia Catalana de Belles Arts de Sant Jordi i president del Cercle del MUHBA i el Cercle del Museu Frederic Marès de Barcelona. El 2023, va rebre el reconeixement del Govern de Catalunya amb la Creu de Sant Jordi. Va rebre la distinció "pels seus rellevants esforços en favor de la conservació i la divulgació de l’art".